# Rudolf von Tavel

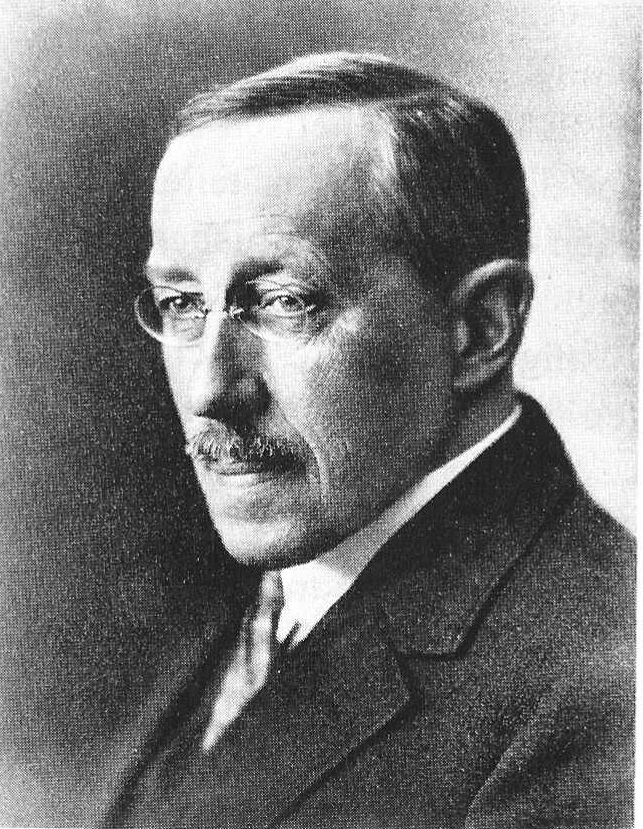
Rudolf von Tavel

Otto Friedrich Rudolf von Tavel (* 21. Dezember 1866 in Bern; † 18. Oktober 1934 ebenda) war ein Schweizer Journalist und Schriftsteller.

## Leben
Rudolf von Tavel kam als jüngstes von sechs Kindern einer alten Berner Patrizierfamilie – sein Vater Alexander von Tavel (1827–1900) war Grossrat und Burgerratsschreiber, seine Mutter Julia Katharina Mathilde (1834–1913) eine geborene von Wattenwyl – an der Berner Spitalgasse zur Welt. Seine Kindheit und Jugend verbrachte er in den burgerlich-konservativen Kreisen der Stadt Bern. Nach bestandener Matura studierte er Jurisprudenz und Kameralwissenschaft in Lausanne, Leipzig und Berlin und promovierte 1891 in Heidelberg. Daraufhin arbeitete er als Redaktor bis 1916 beim Berner Tagblatt, dazwischen von 1896 bis 1905 als Direktionssekrektär der Schweizerischen Mobiliarversicherung. Am 10. Mai 1894 heiratete er Adele Stettler (1874–1966); die Ehe blieb kinderlos.
Neben seiner Arbeit engagierte er sich für das Gemeinwohl: In der Schweizer Armee erlangte er den Grad eines Bataillonskommandanten und gründete mit der Pro Captivis eine Hilfsstelle für Kriegsgefangene. In der Kriegsgefangenenfürsorge arbeitete er während des Ersten Weltkrieges eng mit Hermann Hesse zusammen. Tavel signierte stellvertretend für Hesse als Redaktor des Sonntagsboten für die deutschen Kriegsgefangenen. Von 1902 bis 1912 war er Mitglied des Berner Stadtparlaments für die Konservativ-Demokratische Partei. Von 1903 bis 1927 zählte er zum Erweiterten Komitee der Evangelischen Gesellschaft des Kantons Bern und war Mitarbeiter im Schweizerischen Evangelischen Kirchenbund sowie in mehreren gemeinnützigen Organisationen.
Ab 1920 lebte er als freier Schriftsteller auf seinem Landsitz am Berner Stadtrand. 1934 starb er an einem Schlaganfall, auf der Rückreise von einem Waadtland-Aufenthalt mit seiner Gattin in der Eisenbahn.
Er schrieb seine Bücher vorwiegend in berndeutschem Dialekt; sie zählen noch heute zu den meistgelesenen Mundart-Werken in der Deutschschweiz. Sein Nachlass wird in der Burgerbibliothek Bern aufbewahrt. Sein Grab befindet sich auf dem Berner Schosshaldenfriedhof. 
Rudolf von Fischer, Manuel Kehrli, Markus Rubli, Hans Christoph von Tavel und J. Harald Wäber gründeten 2003 in Bern die Stiftung Rudolf von Tavel.

## Literarisches Schaffen

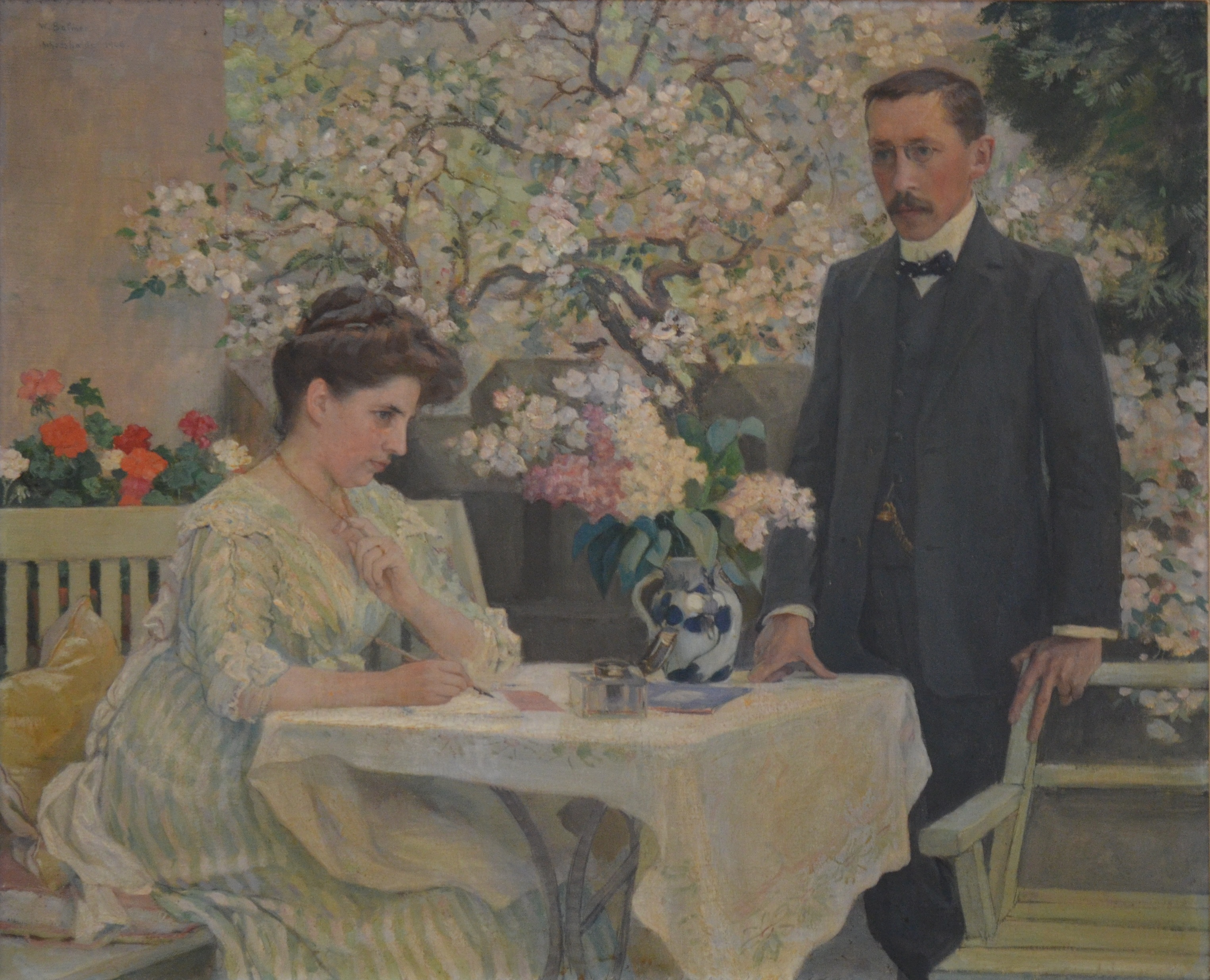
Adèle und Rudolf von Tavel-Stettler, Porträt von Wilhelm Friedrich Balmer

Nachdem er schon als Schüler verschiedene literarische Pläne verfolgt hatte, begann Rudolf von Tavel als dreiundzwanzigjähriger Student in Berlin unter dem Einfluss der Dramentechnik Gustav Freytags deutschsprachige Theaterstücke zu verfassen. Der Erfolg blieb jedoch aus, und die mit idealistischem Pathos erfüllten Dramen gelten heute als epigonal. 1901 verliess er den dramatischen Holzweg und publizierte mit Jä gäll, so geit’s! den ersten berndeutschen Roman der Literaturgeschichte. Die Zeitgenossen waren begeistert, und der Bund-Feuilletonredaktor Joseph Victor Widmann feierte den Erstling als das schönste Kleinod mundartlicher Literatur.
Von Tavel schuf in der Folge 13 weitere historische Mundartromane und einen Novellenband. Die Publikationen folgten zeitlich oft dicht aufeinander. Er versuchte sich auch an zwei Romanen und mehreren Novellen in hochdeutscher Sprache. Den hauptsächlichen sozialen Rahmen seines Werks bildet das bernische Patriziat, so dass Werner Günther 1963 mit Recht sagen konnte, dass sich mit einer Distanz von fünfzig Jahren in bernischen Landen die gotthelfische Verklärung eines Standes auf anderer Ebene wiederholte.

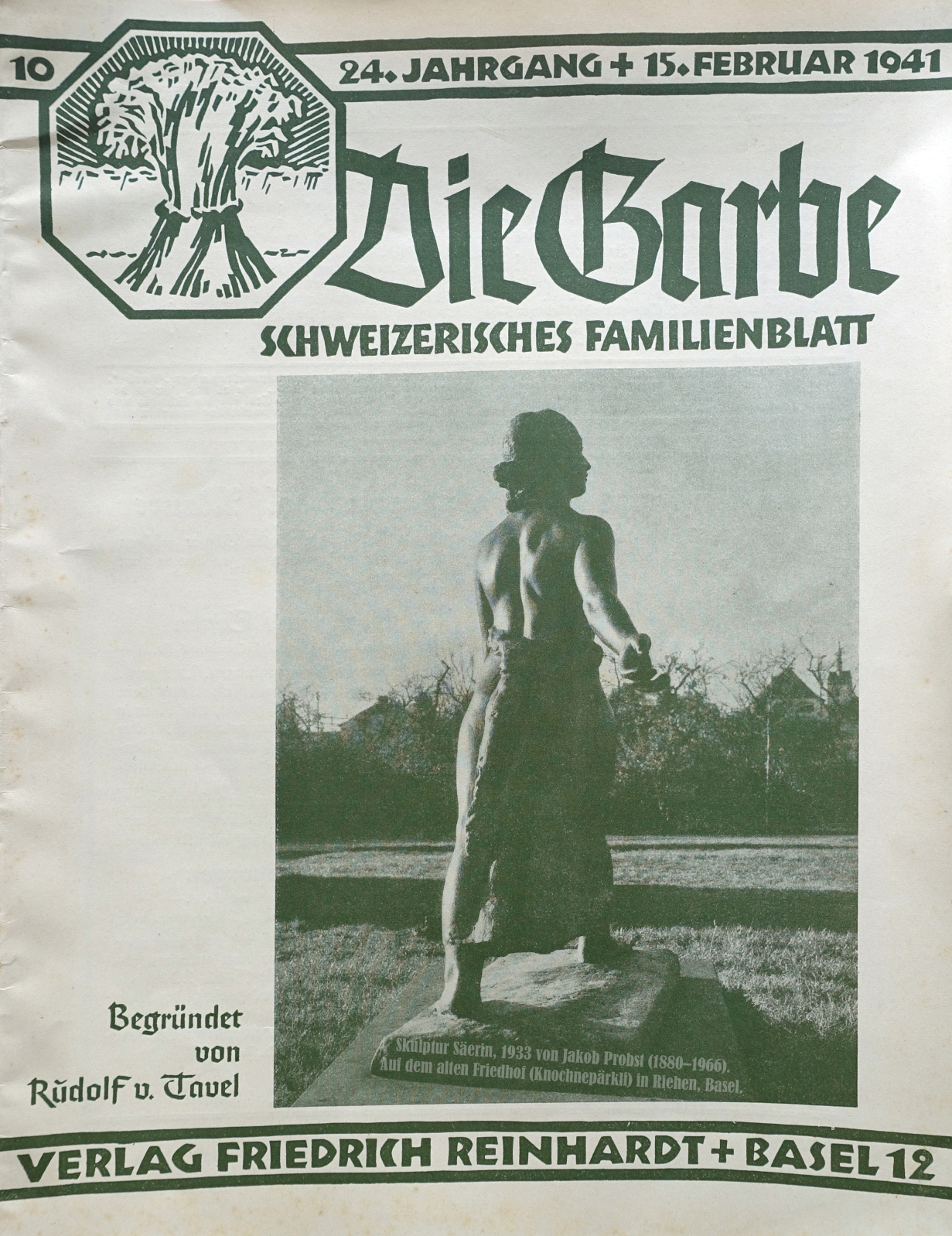
Zeitschrift Die Garbe, Titelbild: Säerin von Jakob Probst

Von Tavel sah sich einem Christentum der Tat verpflichtet. Seine Geschichten zeugen daher von einem ausgeprägten Verantwortungsgefühl, denn nach seiner Überzeugung soll alle Kunst zur Verherrlichung Gottes, der sie den Menschen geschenkt, dienen, auch wenn das Religiöse darin nicht unmittelbar zum Ausdruck kommt. In seinen Erzählungen zeigt er an verschiedenen Stellen Sympathie für religiöse Erweckungsbewegungen wie die der Täufer. Seine Romanfiguren sind zumeist durchschnittliche Individuen mit einer guten Mischung von Idealismus und praktischem Lebensverstand.
In ihren Krisen durchschreiten sie einen Reifungsprozess, der nicht selten in Verzicht und Entsagung mündet. Dabei harren sie meistens am Platz aus, an den sie gehören, oder sie kehren nach einem Irrweg, der als solcher erkannt wird, geläutert dorthin zurück. Im Roman Gueti Gspane beispielsweise ist die zentrale Idee der Kontrast zwischen brutalem Streben nach äusserem Erfolg und der stillen Arbeit nach dem Grundsatz selbstloser Pflichterfüllung. Das letzte Buch Ds Schwärt vo Loupe – Entwurf geblieben – sollte vom Spannungsfeld zwischen freier Entfaltung des Individuums und den Forderungen der Gesellschaft handeln.
Von der Kritik positiv gewürdigt werden seine literarische Gestaltungskraft und die Anschaulichkeit seiner Darstellungen. Sein Biograph Hugo Marti meinte dazu: «Sein ganzes Werk muss gehört, nicht gelesen werden, wenn es in seiner […] Macht auf uns wirken soll.» Die hauptsächliche Sprache seiner Geschichten ist das «gehobene» Stadtberndeutsch, ein aussterbender Soziolekt, dem von Tavel mit seinem Sinn für sprachliche Nuancen und einem reichen Wortschatz ein Denkmal gesetzt hat.
Mit seinen historischen Romanen zählt er zu einem konservativen Berner Künstlerkreis, dem etwa Otto von Greyerz, der Berndeutschforscher Emanuel Friedli, der Dichterkollege Simon Gfeller und der Maler Rudolf Münger mit angehörten. Seine Bücher waren weit über seinen Tod und über den Kanton Bern hinaus verbreitet und prägten das Bild des Alten Bern. In der Zeit der Geistigen Landesverteidigung wurde sein Werk teilweise ideologisch vereinnahmt, später dagegen – im Zuge der 68er-Bewegung – oft mit der gesamten älteren Dialektliteratur als «Heile-Welt-Literatur» kritisiert.

## Werke (in Auswahl)

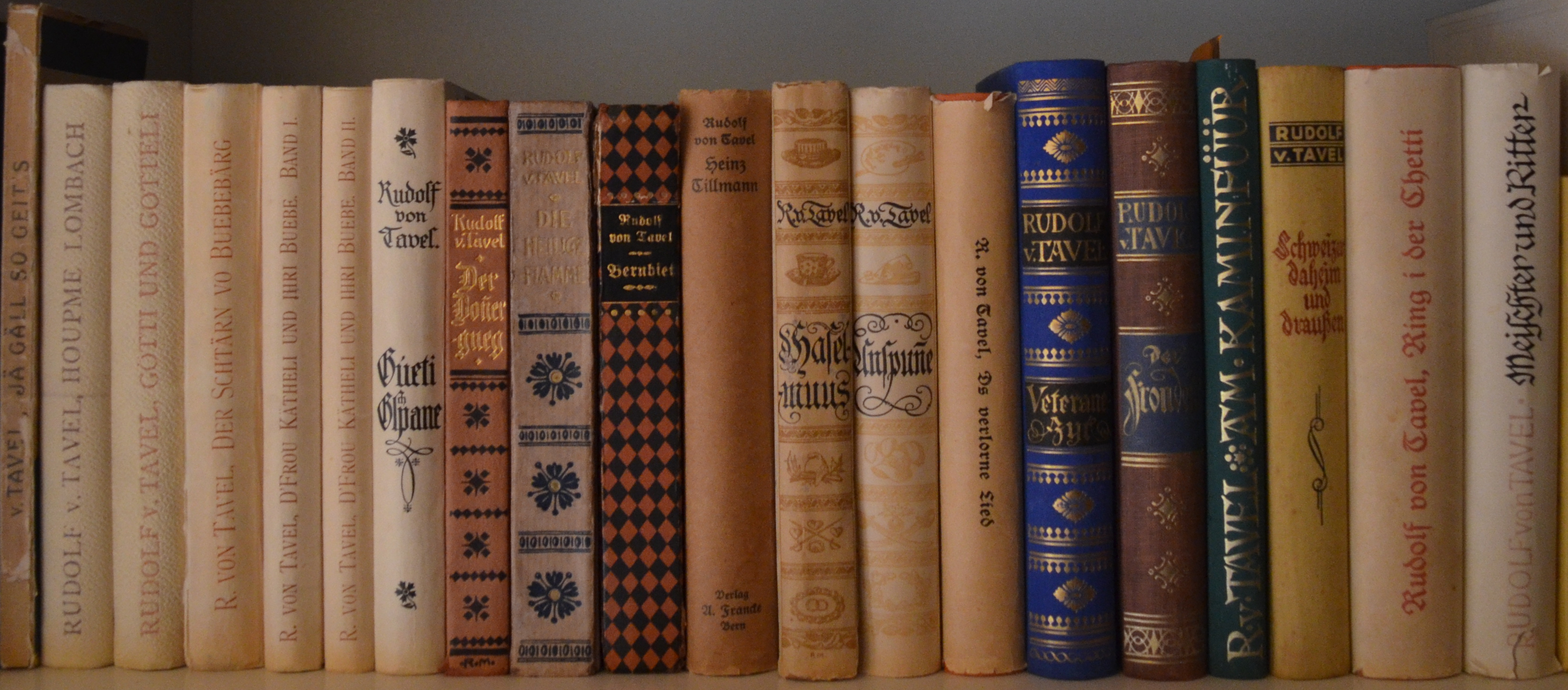
Sämtliche Erstausgaben der Romane Rudolf von Tavels 1901 bis 1933, teilweise aus dem Besitz des Autors (Privatbesitz)

### Romane und Novellen
- «Jä gäll, so geit’s». E luschtigi Gschicht uus truuriger Zyt, 1901
- Der Houpme Lombach. Berndeutsche Novelle, 1903
- Götti und Gotteli. Berndeutsche Novelle, 1906 (2. Aufl. online – Internet Archive)
- Der Schtärn vo Buebebärg. E Gschicht us de trüebschte Tage vom alte Bärn, 1907 (online – Internet Archive)
- D’Frou Kätheli und ihri Buebe, 1910
- Gueti Gschpane, 1913
- Der Donnergueg. E Liebesgschicht us stille Zyte, 1916
- Die heilige Flamme. Eine Erzählung aus dem Bernerland, 1917 (hochdeutsch)
- Heinz Tillmann, 1919 (hochdeutsch)
- D’Haselmuus. E Gschicht us em Undergang vom alte Bärn, 1922
- Unspunne. Wie’s der Haselmuus wyter ergangen isch, 1924
- Ds verlorne Lied, 1926
- Veteranezyt, 1927
- Der Frondeur. Berndeutscher Roman aus dem 17. Jahrhundert, 1929
- Ring i der Chetti. E Läbesgschicht, 1931
- Meischter und Ritter, 1933

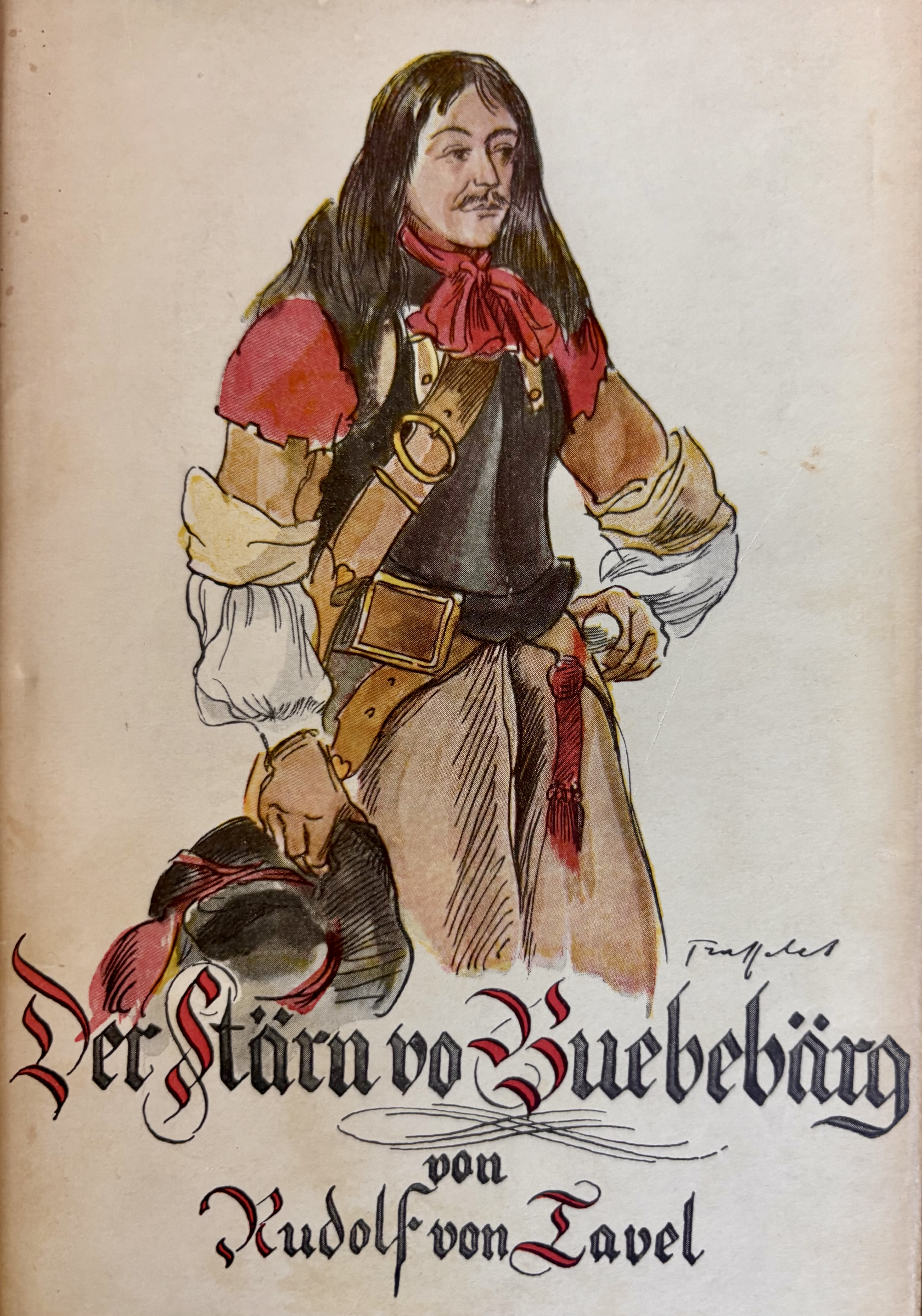
Umschlagvorderseite der Volksausgabe Der Schtärn vo Buebebärg. E Gschicht us de trüebschte Tage vom alte Bärn, von Friedrich Traffelet (um 1935)
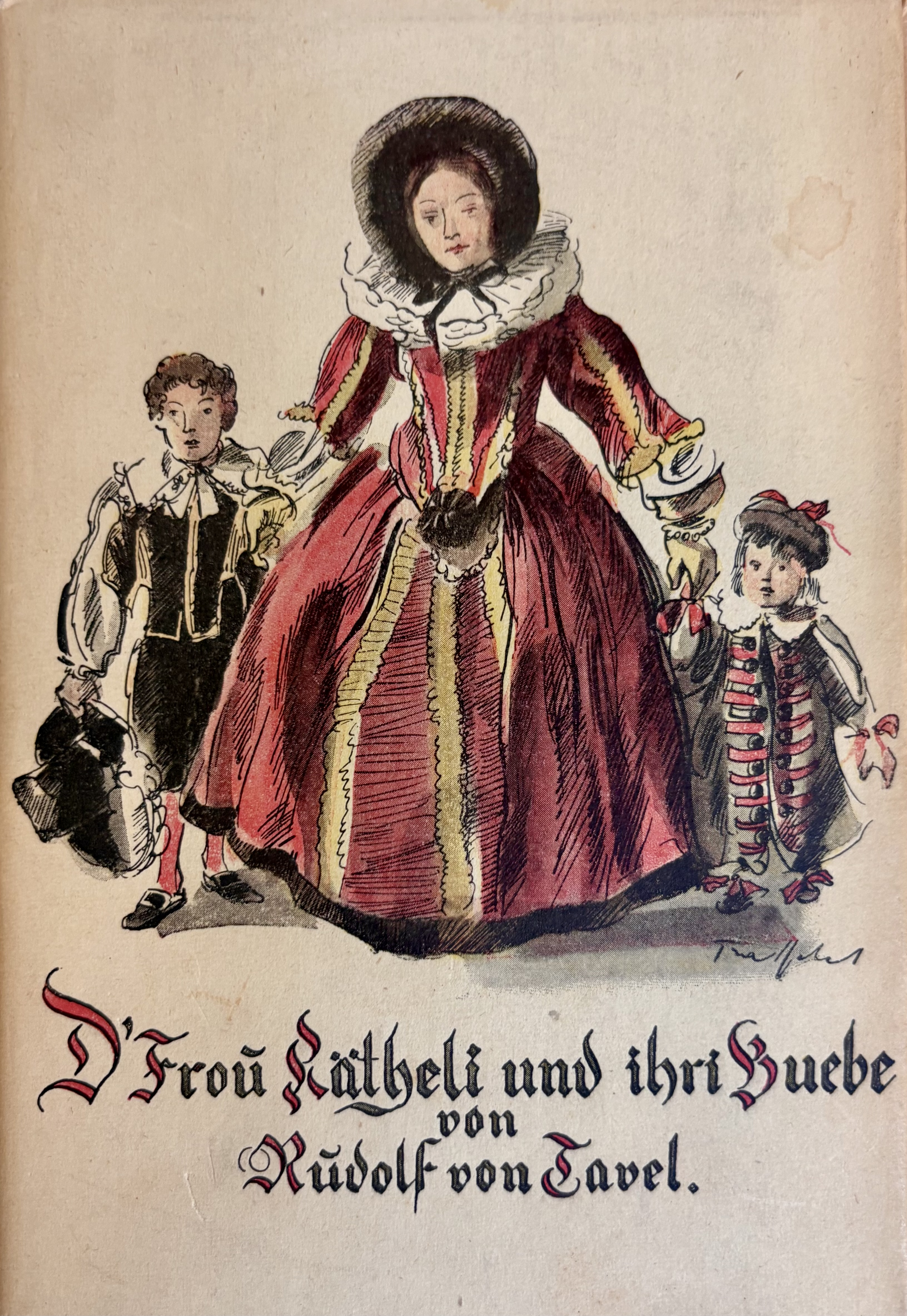
Umschlagvorderseite der Volksausgabe D’Frou Kätheli und ihri Buebe, von Friedrich Traffelet (um 1935)
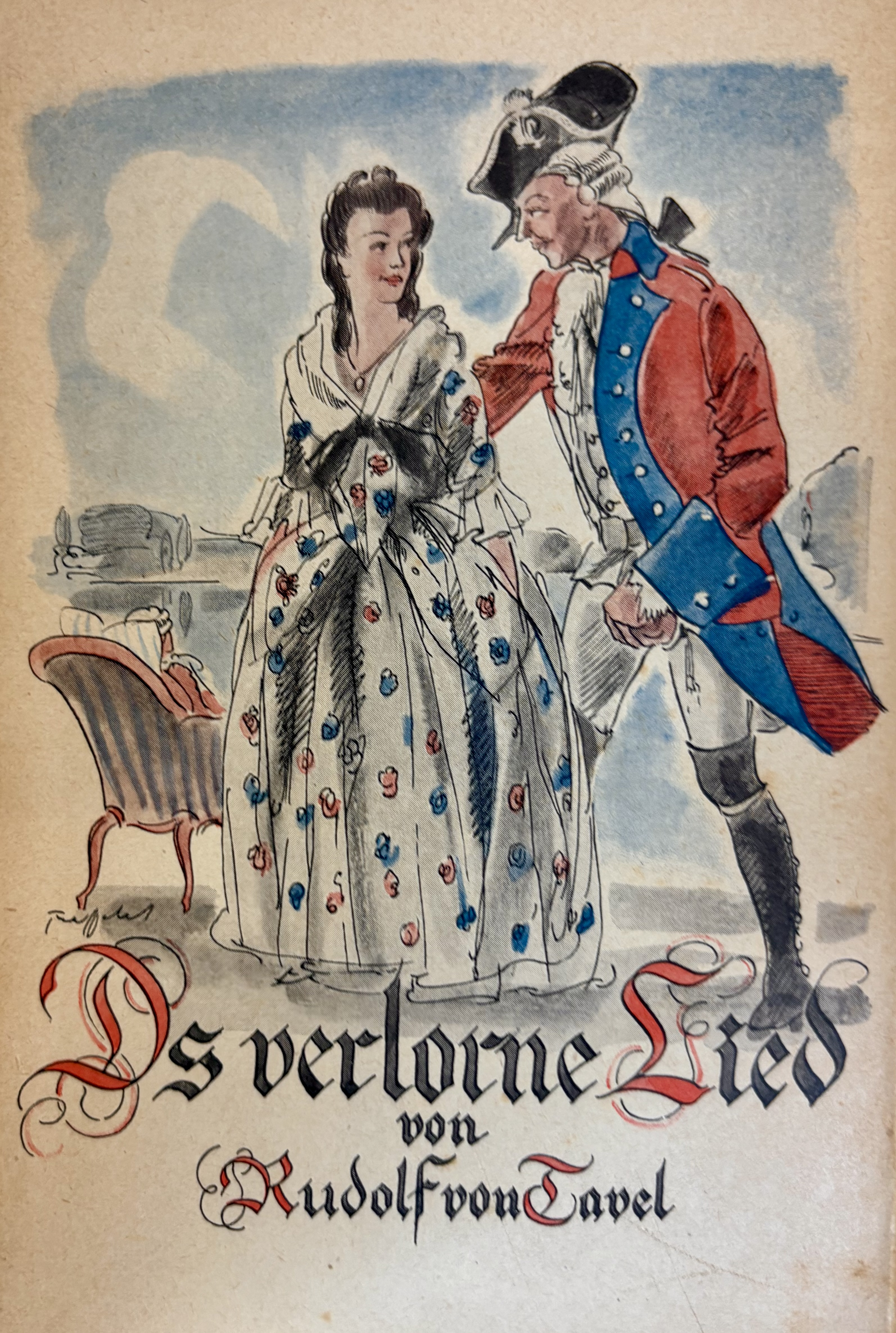
Umschlagvorderseite der Volksausgabe Ds verlorne Lied, von Friedrich Traffelet (um 1935)

### Erzählungen
- D’ Glogge vo Nüechterswyl. E Gschicht usem Bärnbiet, 1917
- Bernbiet. Alte und neue Erzählungen, 1918 (hochdeutsch)
- Simeon und Eisi, 1922
- Am Kaminfüür. Bärndütschi Gschichte, 1928
- Amors Rache, 1930
- Schweizer daheim und draussen. Novellen, 1932
- Uf d Liebi chunnt’s alleini a. Mit Rudolf von Tavel in das 18. Jahrhundert, 2007 (Erzählband, mit Glossar)

### Dramen
- Di gfreutischti Frou. E Komedi i 3 Akte, 1923
- Zwöierlei Schatzig. Bauernkomödie in 2 Aufzügen, 1926

### Sachbücher
- Die wichtigsten Änderungen in der Lebenshaltung der schweizerischen Hochgebirgsbewohner im Laufe des XIX. Jahrhunderts. Eine wirtschaftspolitische Abhandlung. Diss. Heidelberg 1891 (online – Internet Archive)
- Theodorich von Lerber. Ein Lebensbild, 1911
- Bern, seinen Besuchern geschildert, 1914
- Von grosser Arbeit. Kraftwerk und Stausee von Mühleberg in ihrer Entstehung, 1921
- Kraft und Herrlichkeit. Festschrift auf die Feier des neunzigjährigen Bestehens des Diakonissenhauses Bern-Bad Ems und «Jerusalem» Hamburg, 1934
- Vom Wert der Tradition, 1935

## Gedenkstätte
Am 16. Juli 1939 wurde auf dem Leuenberg (Teil des Längenbergs) eine Gedenkstätte zu Ehren Rudolf von Tavels eröffnet.